# Myitkyina
Myitkyina is een stad in Myanmar en is de hoofdplaats van de staat Kachin.
Myitkyina telt naar schatting 100.000 inwoners. De bevolking bestaat vooral uit Thaise en Birmese volkeren en Chinezen. Al sinds de oudheid is de stad een belangrijk centrum van handel tussen Birma en China. De meeste bewoners hangen het theravada-boeddhisme of het protestantse baptisme aan. Het baptisme is in de stad ontstaan door zendingswerk van de Amerikaan George J. Geis en zijn vrouw rond de periode tussen 1890 en 1900. Tot op heden zijn er vele protestantse seminaries in de stad te vinden.

## Geschiedenis
Voor het uitbreken van de Tweede Wereldoorlog werd bij de plaats een vliegveld aangelegd. Deze werd op 8 mei 1942 door het Japans Keizerlijk Leger veroverd. Hier werden vliegtuigen gestationeerd voor aanvallen in Birma en China, maar ook op de vliegtuigen die The Hump vlogen. Een belangrijke aanvoerroute van militair materieel voor het Chinese leger. Door de aanvallen moesten de ongewapende transporttoestellen een langere en gevaarlijker noordelijke route vliegen over het Himalaya gebergte.  

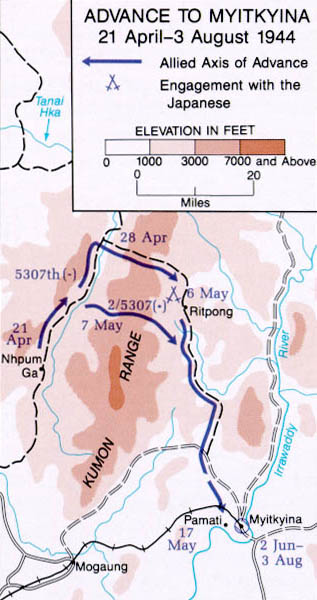
Opmars van de geallieerden naar Myitkyina

Tussen mei en augustus 1944 braken er hevige gevecht aan in het gebied tussen aan de ene kant de Guomindang, de Chindits, de Merrill's Marauders en de Northern Combat Area Command en aan de andere kant de Japanse troepen. De stad was een belangrijk knooppunt langs de Birmaweg en aan het einde van de oorlog ook van de Ledoweg. Beide wegen speelden een rol bij de bevoorrading van het Chinese leger van Chiang Kai-shek. Verder werd de Japanse luchtmachtbasis veroverd waardoor de luchtbrug minder last kreeg van Japanse aanvallen. De geallieerden namen het vliegveld direct in gebruik voor transportdoeleinden en gevechtshandelingen. Het vliegveld is nog steeds in gebruik voor binnenlandse vluchten.

## Klimaat
Myitkyina kent een vochtig subtropisch klimaat, volgens de klimaatclassificatie van Köppen Cwa. Het is het hele jaar warm met een gemiddelde temperatuur van 24,9°C en de koudste maand is januari met een gemiddelde van 18,0°C. Augustus is de warmste maand met een gemiddelde van 24,6°C. Er valt 2300 millimeter neerslag per jaar, waarvan het meest in het zomer tussen mei en oktober. Juni en juli zijn extreem nat met meer dan 500 mm regen in beide maanden.